# Aoplus teranishii
Aoplus teranishii är en stekelart som först beskrevs av Tohru Uchida 1929.  Aoplus teranishii ingår i släktet Aoplus och familjen brokparasitsteklar. Inga underarter finns listade i Catalogue of Life.